# 滯期費
滯期（留）費是一種成本：在一段特定時間內，擁有或持有貨幣的成本。它有時被稱為貨幣的持有成本。對於黃金這類商品貨幣而言，實際上滯期費無非是儲存與保管的成本。 
滯期費一詞源於義大利海事法的用語，涉及船舶停靠與離開港口時，與收費有關的合約。之後被借喻為和賠償性費用有關的資本成本。
有人認為滯期費對於經濟活動具有正面的影響，這論述通常出現在補充貨幣制度的討論中。然而，滯期費的影響還沒有獲得廣泛的研究，它的好處（或劣處）也未經嚴格的證明。滯留費對於經濟制度的影響效應，仍有很大的未知與研究空間，對於經濟學領域與其他領域如社會學，也同樣如此。 

## 理論
雖然滯期費是私人商品貨幣的一種自然特徵，但在歷史上它曾數次被刻意引入貨幣制度，以此作為對抗貨幣囤積的一個手段，並實現其他方面的益處。特別是當考量中長期投資金融時，它具有改變淨現值（NPV）計算的效果。在其他條件都相同的情況下，施行滯期費的貨幣系統，會注重投資行為的長期收益價值；因而它可創造出誘因，鼓勵更多長期收益良好的投資方式。 
和通貨膨脹一樣，滯期費的效果也類似於對所有流通的貨幣施加負利率。通貨膨脹和滯期費都降低了貨幣持有的購買力，但滯期費的做法，是透過固定、經常性的手續費；而通貨膨脹則是透過增加貨幣供應量，這涉及了不確定的時間遲滯效應，因此所影響幅度會比滯期費更不確定，通膨也對於貨幣持有者造成不平均的淨影響。此外，在中央銀行所引導的通膨情況下，貨幣以集中的方式被創造與分配，伴隨著不穩定的成本和效益，完全由中央銀行的領導人決策；相對的，滯期費則是以宣告的、有規律時程、固定數額的方式來進行。通貨膨脹的各種不確定性，讓投資行為的淨現值預測也變得不準確；因此相較於滯期費，通膨的方式讓人更難以對未來做出理性的預測與行動。
「劣幣驅逐良幣」暗示，滯期費用，將會加速貨幣的流通，相較於其他貨幣型態。這促使德-奧裔的經濟學家西爾維奧·格塞爾提出修正主張，同時針對貨幣流通速率與整體經濟活動兩者施加滯期費。另一方面，著名的英國經濟學家凱因斯則反駁格塞爾的構想，認為他所主張的滯期費，可藉由使用其他更易兌現的種類貨幣來迴避，因此通貨膨脹是造成經濟刺激的更好辦法。